# 芦原信孝
芦原 信孝（あしはら のぶたか、1940年 -　）は、日本の建築家である。
アメリカ合衆国ニューヨークに拠点「Nobutaka Ashihara Architect」を構える。アメリカ建築家協会会員。日本建築家協会会員。

## 略歴
東京都生まれ。法政大学工学部建築学科卒業。1965年「鹿島建設」に入社。翌年渡米し「Kajima Associates Los Angeles」に勤務。その後、ハーバード大学大学院を修了し、1978年「Nobutaka Ashihara Architect」を設立。2011年現在、日本にはまだ芦原が設計に携わった建造物はなく、一度は設計したい、それが夢だという。

## 代表作品
- Marriott Financial Center（ニューヨーク）
- Mitsubishi Electric Sales America社屋 - （ニュージャージー州）
- Courtyard & Residence Inn, Manhattan Central Park（1717 Broadway） - （ニューヨーク、2013年）